# Atlasglobal

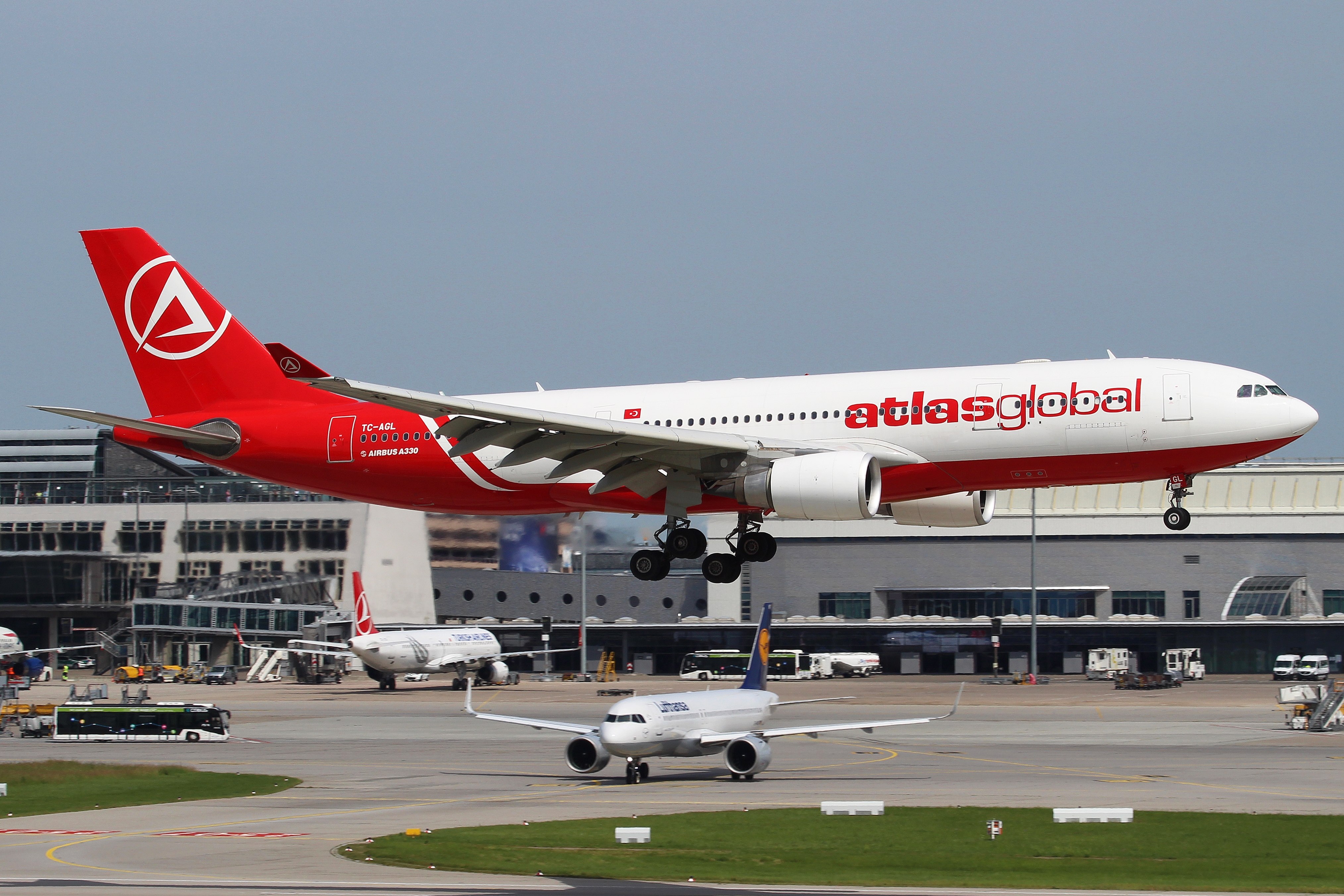
AtlasGlobal Airbus A330-200

Atlasglobal (до 2015 года Atlasjet; официальное название Atlasjet Havacılık A.Ş.) — упразднённая турецкая бюджетная авиакомпания, выполнявшая регулярные и чартерные пассажирские авиаперевозки как в страны Европы и Азии, так и внутри Турции. Базировалась в стамбульском новом аэропорту, имея дополнительный хаб в аэропорту Даламана. Принадлежала ETS Group.

## История
Авиакомпания была основана 14 марта 2001 года и начала фактические перевозки с 1 июня того же года. Изначально называлась Atlasjet International Airlines, была частью Öger Holdings. В 2004 году ETS Group выкупила 45% акций, доведя их до 90% акций авиакомпании в феврале 2006 года.
В 2015 году была переименована в Atlasglobal. C февраля 2006 года Председателем Совета директоров авиакомпании являлся Мурат Эрсой. 05 декабря 2017 года Atlasglobal был вручен сертификат Skytrax — 4-х звездочной авиакомпании.
12 февраля 2020 года авиакомпания объявила о банкротстве и о полной остановке операционной деятельности.

## Пункты назначения

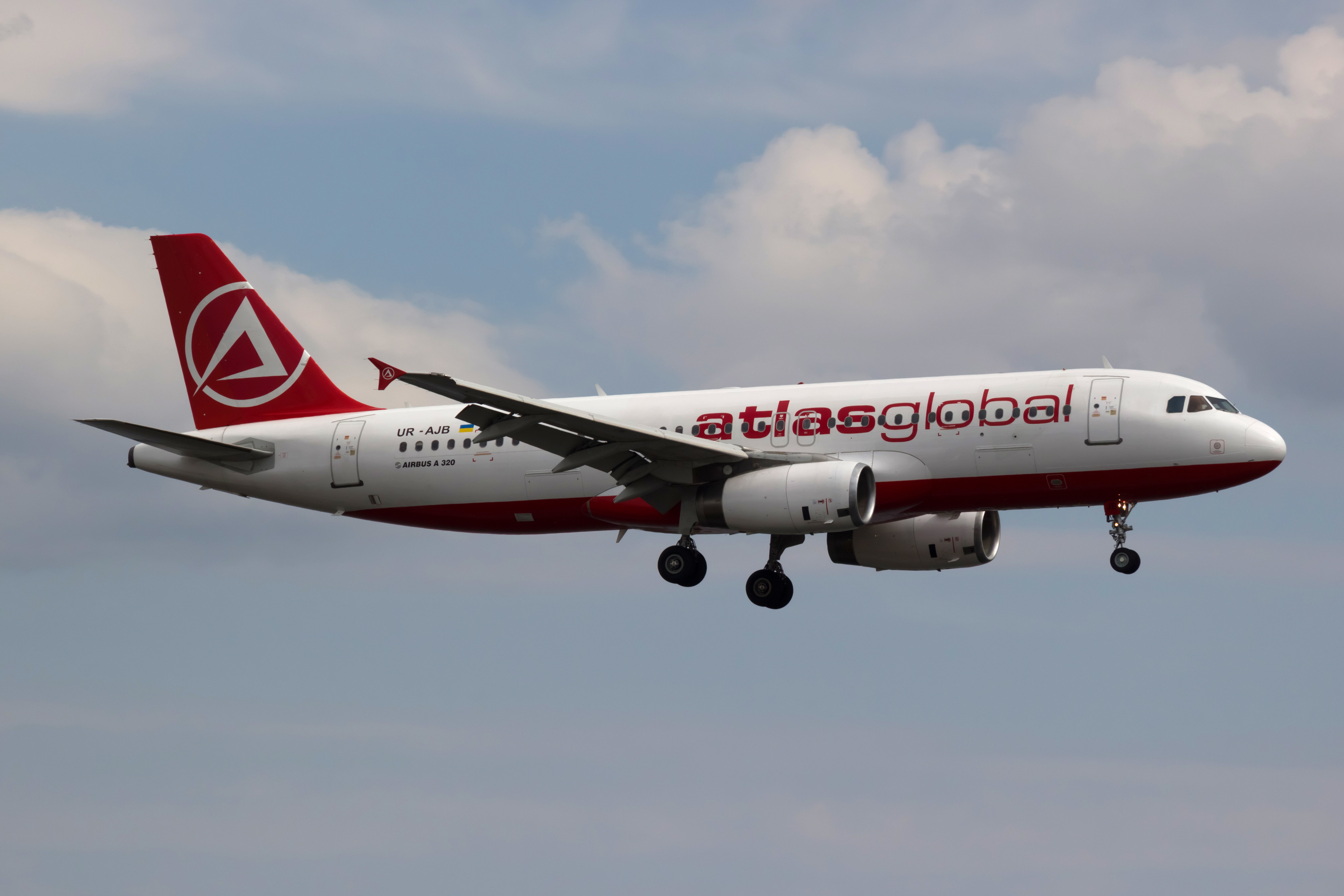
AtlasGlobal Airbus A320-200 в цветах прежней ливреи

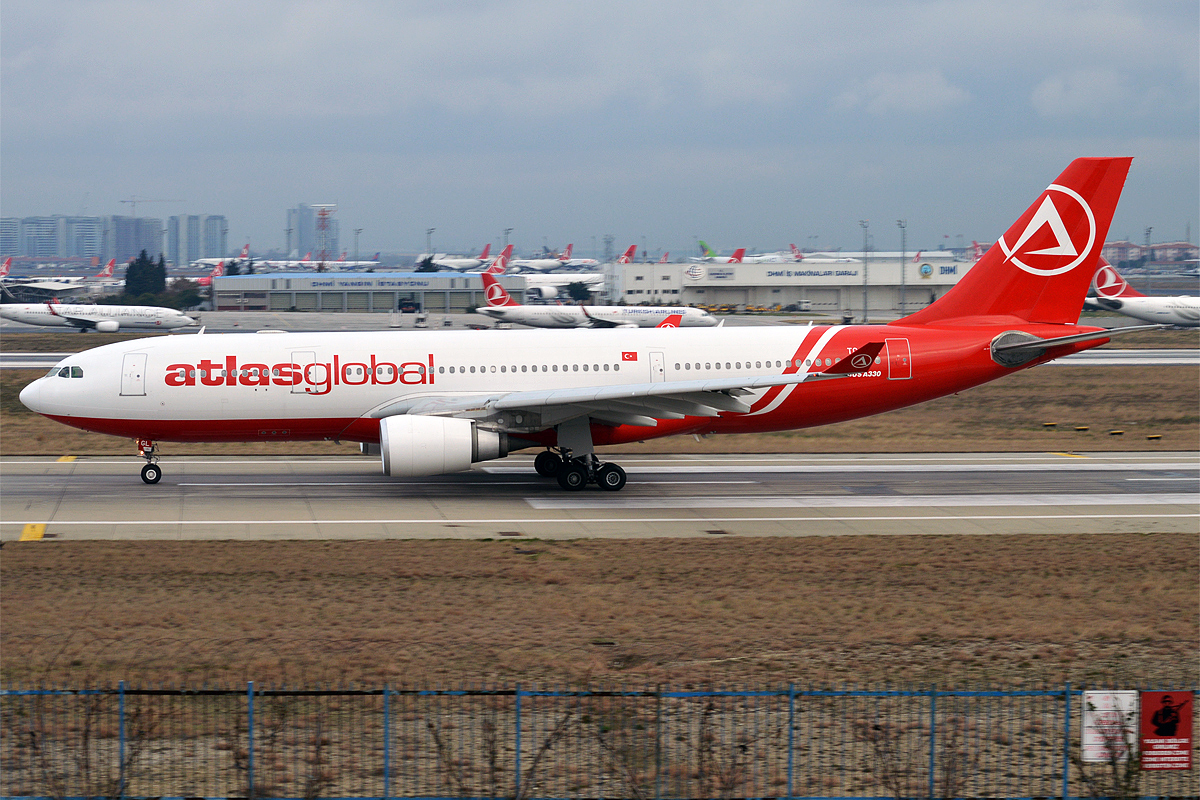
Airbus A330-200 в стамбульском аэропорту имени Ататюрка

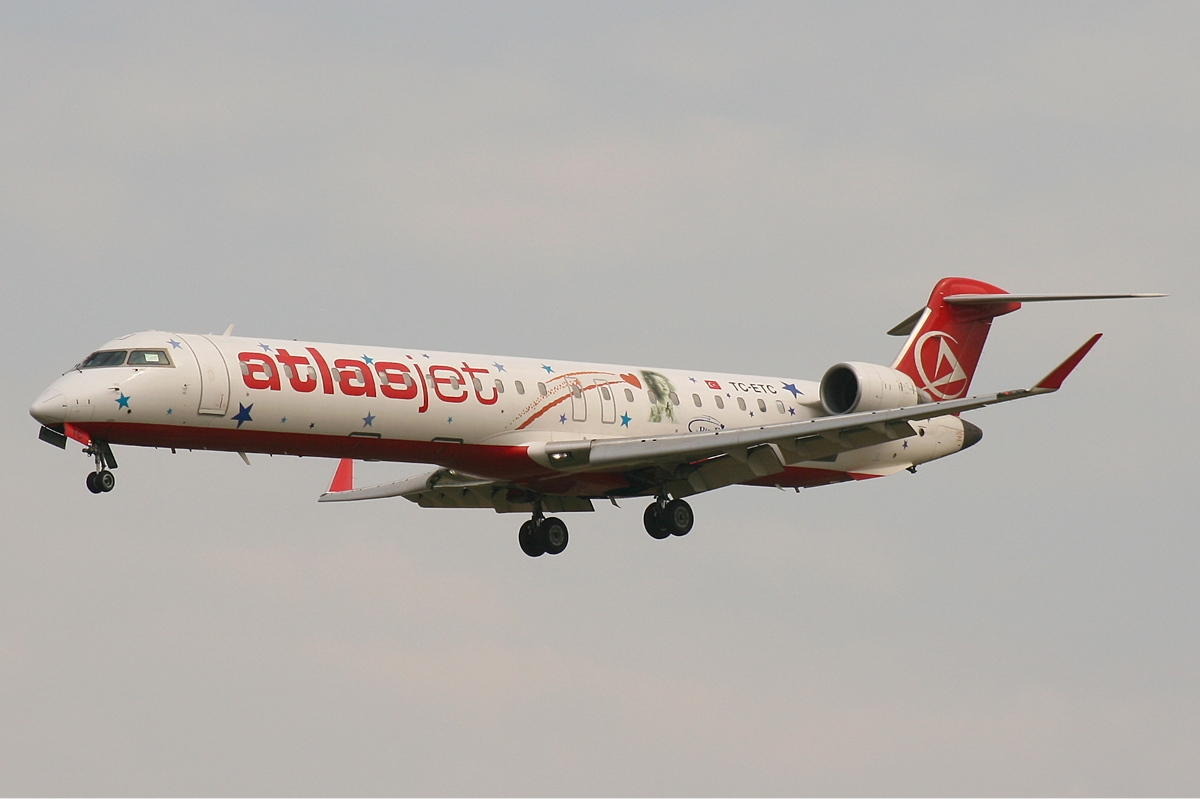
Bombardier CRJ900 авиакомпании, выведенный из флота в 2010 году

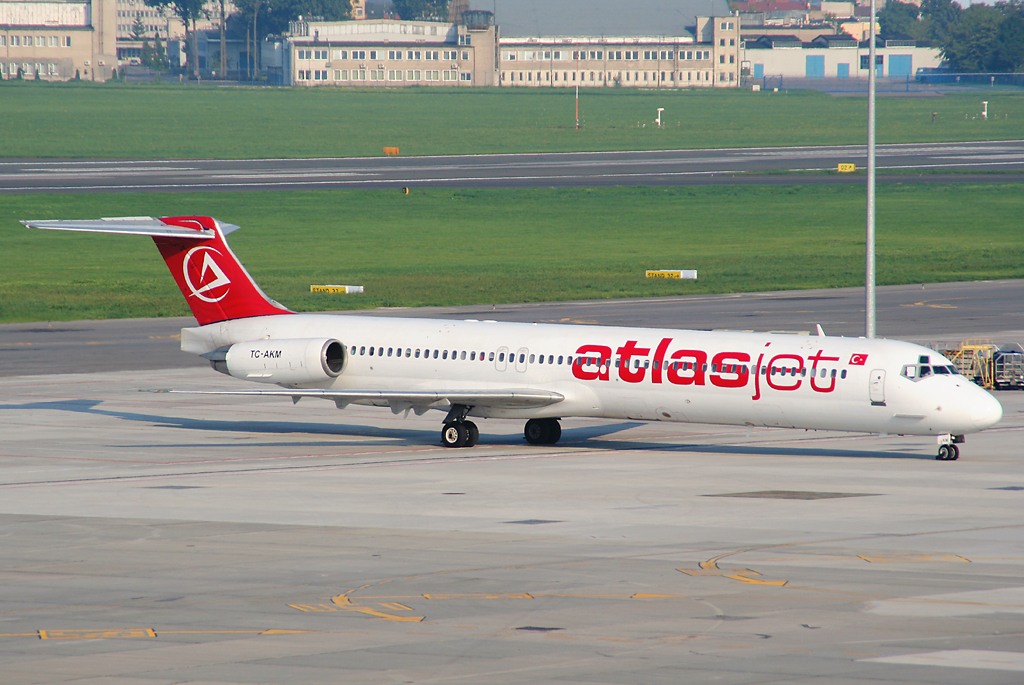
McDonnell Douglas MD-83 (TC-AKM), разбившийся под Ыспартой в 2007 году

19 января 2020 года (непосредственно перед остановкой операционной деятельности), маршрутная сеть авиакомпании охватывала следующие пункты назначения:
| Страна                              | Город            | Аэропорт                                    | Примечания | Ссылки      |
| Армения                             | Ереван           | международный аэропорт Звартноц             |            |             |
| Франция                             | Париж            | международный аэропорт имени Шарля де-Голля |            |             |
| Иран                                | Тегеран          | международный аэропорт имени Имама Хомейни  |            |             |
| Ирак                                | Багдад           | международный аэропорт Багдад               |            |             |
| Ирак                                | Сулеймания       | международный аэропорт Сулеймания           |            |             |
| Израиль                             | Тель-Авив        | аэропорт имени Бен-Гуриона                  |            | [ 5 ] [ 6 ] |
| Ливия                               | Бейрут           | аэропорт имени Рафика Харири                |            | [ 7 ]       |
| Нидерланды                          | Амстердам        | аэропорт Схипхол                            |            |             |
| Турецкая Республика Северного Кипра | Северная Никосия | аэропорт Эрджан                             |            |             |
| Турция                              | Анталья          | аэропорт Антальи                            |            |             |
| Турция                              | Стамбул          | аэропорт Стамбул                            | хаб        |             |
| Великобритания                      | Лондон           | аэропорт Станстед                           |            | [ 8 ]       |

## Флот

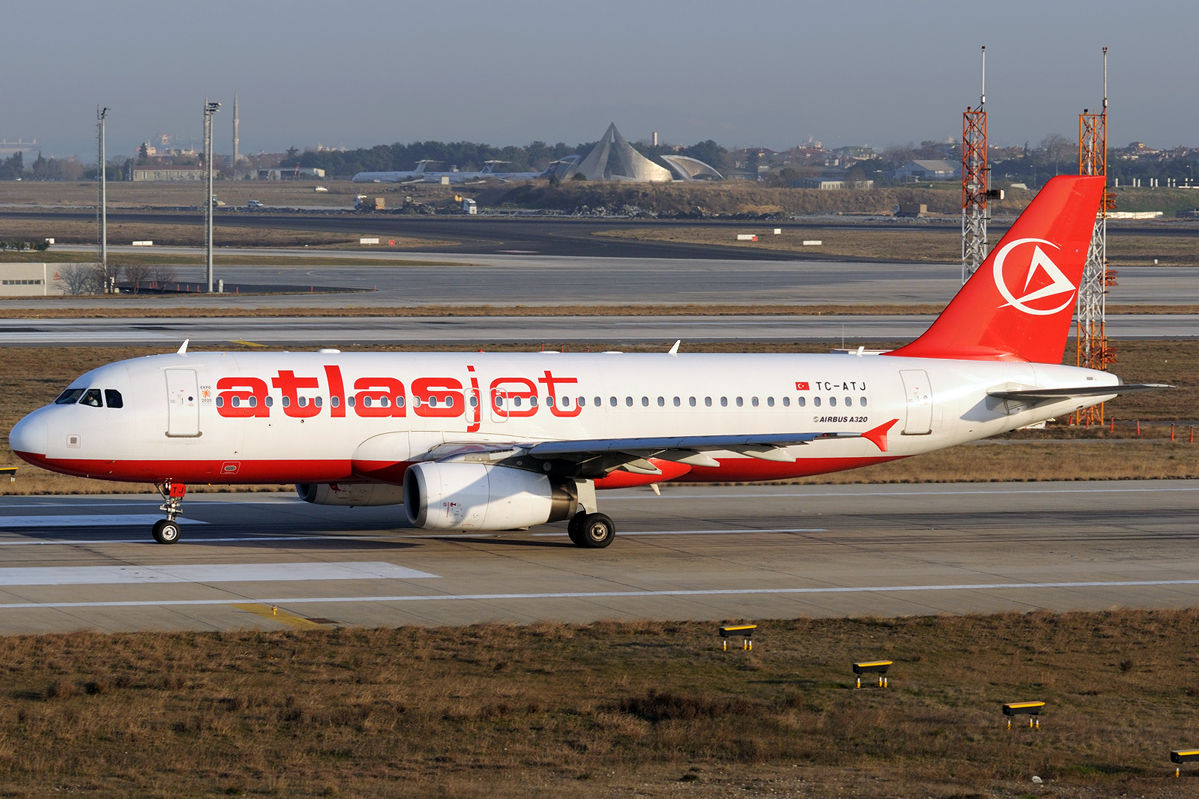
Airbus A320-200 в старых цветах Atlasjet в аэропорту имени Ататюрка

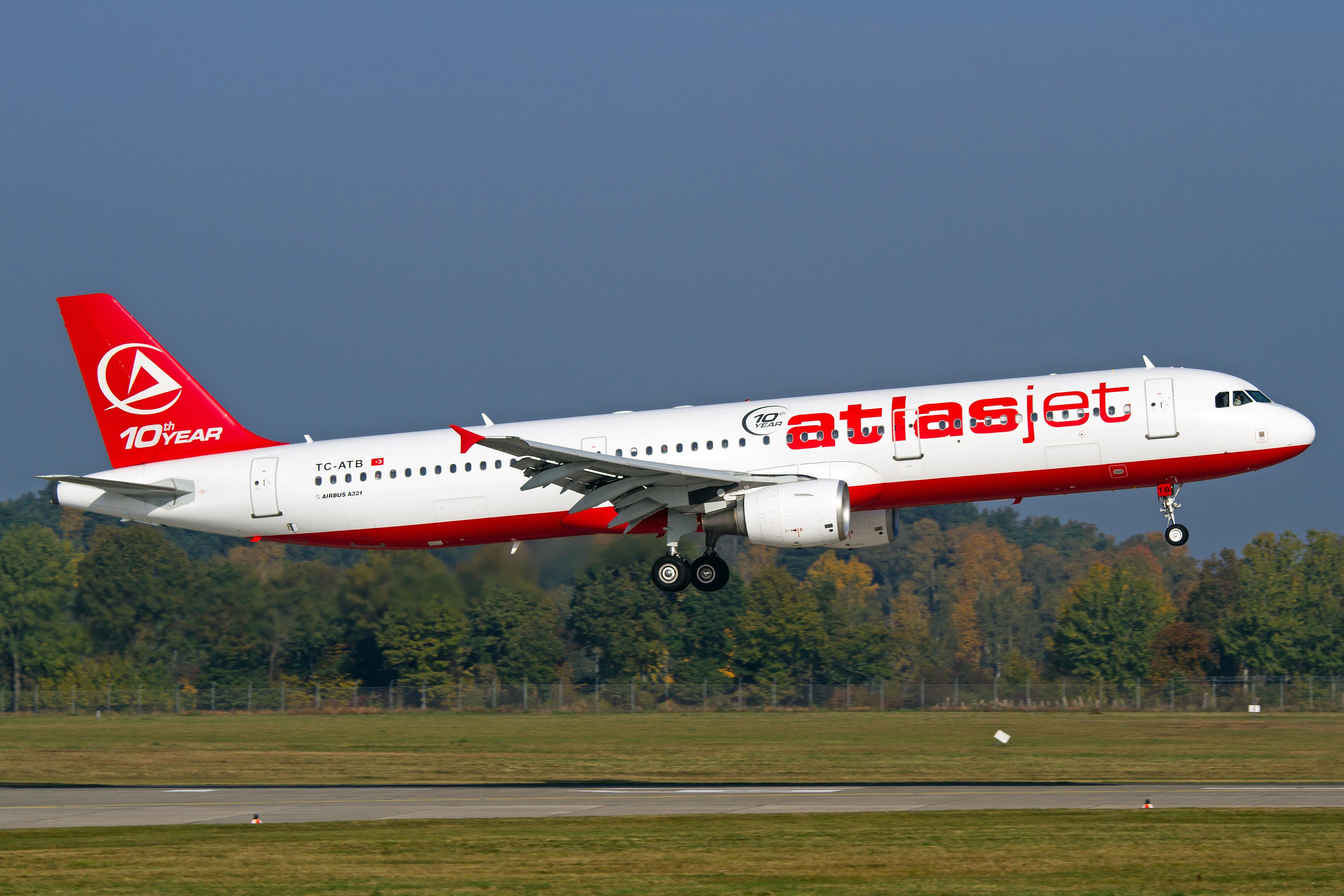
Взлетающий Airbus A321-200 в старых цветах Atlasjet

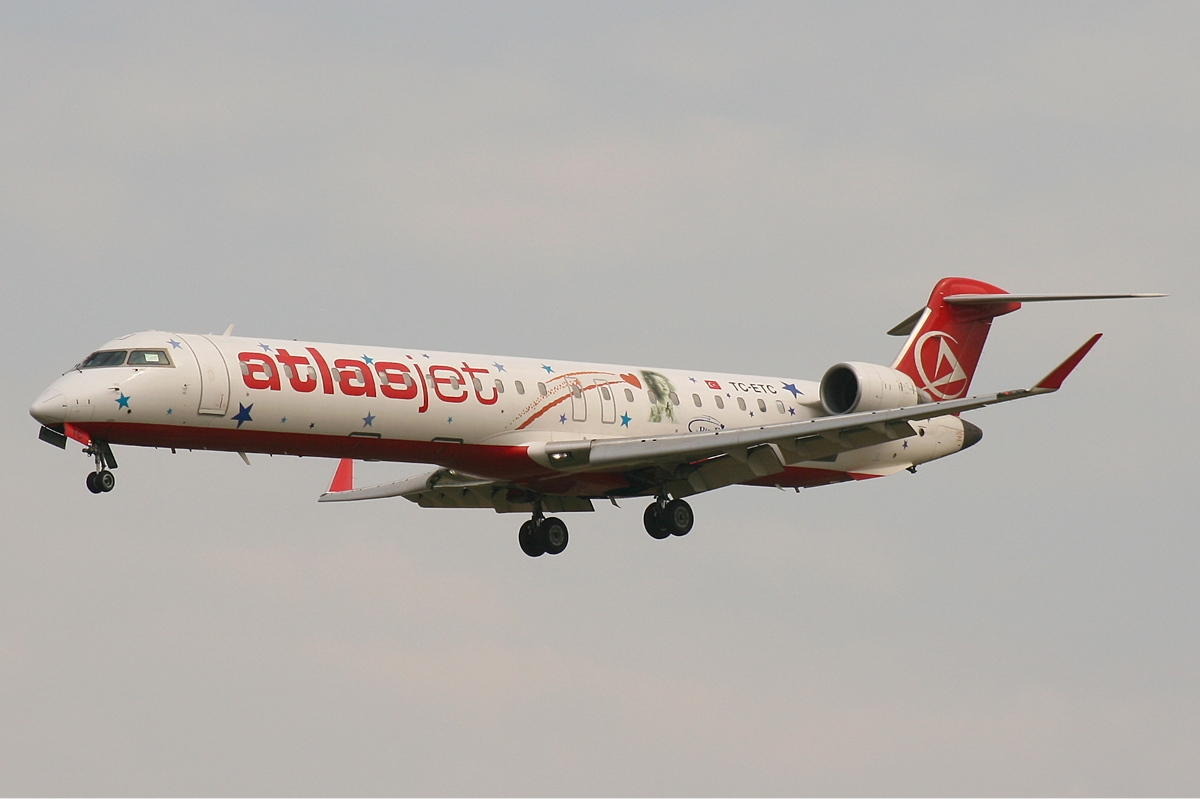
Bombardier CRJ-900 использовался в 2006-2010 годах

### Текущий флот
По состоянию на июль 2018 года средний возраст воздушных судов авиакомпании составлял 18,2 года. Флот состоял из следующих типов самолётов:

## Происшествия и критика
- 7 июля 2007 года в аэропорту Алматы с самолётом Atlasjet произошёл авиаинцидент с пострадавшими. Вместо заявленного по расписанию «Боинга 757» был подан арендованный у другой авиакомпании «Airbus A310». При взлёте у воздушного судна отказал первый двигатель. Командир экипажа принял решение об аварийном торможении. В результате торможения произошло загорание шасси («пожар колодок»). Из шести надувных трапов сработали только три[10]. При эвакуации по надувным трапам пострадали пассажиры воздушного судна. По словам начальника Комитета гражданской авиации (КГА) Министерства транспорта и коммуникаций Казахстана Мухита Кубаева, экипаж самолёта Atlasjet вёл себя непрофессионально. Более того, две из шести бортпроводниц находились в момент инцидента в состоянии алкогольного опьянения. Экипаж попытался скрыть реальные факты происходящего на борту. Турецкие лётчики стёрли магнитофонную запись внутренних переговоров между экипажем и бортпроводниками. Всего, по данным главы комитета, на борту самолёта находились 213 пассажиров, из них 44 ребёнка, в том числе 5 младенцев без предоставления места. Пострадали во время эвакуации и обратились за медицинской помощью 8 человек; 47-летняя пассажирка получила закрытую черепно-мозговую травму, компрессионный перелом поясничного отдела позвоночника и закрытый перелом правого локтевого сустава[11],[12],[13].

- 30 ноября 2007 года при заходе на посадку под Ыспартой разбился самолёт MD-83 авиакомпании Atlasjet. Погибли все 50 пассажиров и 7 членов экипажа[14].

- 28 июля 2017 года во время рейса Стамбул-Эрджан самолет А320 авиакомпании Atlasglobal попал в сильный град, который разбил лобовое стекло кабины пилотов. Экипаж принял решение вернуться в Стамбул.